# Urban Dead
Urban Dead — многопользовательская онлайновая игра в жанре ролевой игры. Разработчиком игры является веб-программист из Восточного Сассекса Кеван Дэйвис (Kevan Davis). Urban Dead представляет собой текстовую ролевую игру (РПГ) с минимумом графических элементов и запуском в окне браузера. Сюжет эксплуатирует идею популярных фильмов о «зомби». Каждому прибывшему игроку предлагается определить, чью сторону выбрать: выживших людей или атакующих их живых мертвецов.
Игра бесплатна, но предполагает т. н. «пожертвования»: за определённую сумму один из персонажей пользователя может быть освобождён от ограничения по количеству ходов с одного IP в день. По данным сайта игры, к началу 2018 года насчитывалось около 2,2 миллиона игроков за весь период её существования.
Из российской игровой прессы о Urban Dead писали журналы Game.EXE в октябре 2005 и Лучшие Компьютерные Игры в марте 2007.

## Геймплей

Скриншот из игры

## Общая информация
Зомби в игре пытаются ворваться в безопасные дома, убить и съесть прячущихся там людей. Люди обороняют дома, баррикадируя их и убивая зомби. В различных зданиях, разбросанных по карте — торговых центрах, полицейских участках, госпиталях, лабораториях ответственной за начало зомби-апокалипсиса компании NecroTech можно найти различные полезные предметы (ими могут пользоваться только люди). Геймплей не принуждает игроков к обязательному сотрудничеству — несмотря на внушительное количество всякого рода объединений и гильдий, большинство игроков является «волками-одиночками», и столкновения как среди людей, так и среди зомби не являются редкостью. Экономики в игре нет, персонажи-люди могут лишь находить или терять предметы, но не обмениваться ими или торговать.
Вступающий в игру новый участник должен выбрать либо один из трех классов выживших — военные, ученые (в том числе врачи) или гражданские; либо сторону зомби. Каждая сторона имеет свои преимущества. Люди вдвое быстрее низкоуровневых зомби, могут пользоваться различным оружием и предметами, общаться друг с другом посредством речи (внутриигровых сообщений), вещания через радиопередатчики, надписей на стенах; они могут баррикадировать входы в здания, создавая для зомби существенные трудности при попытке ворваться внутрь. Зомби же не могут пользоваться оружием — они могут полагаться лишь на свои зубы, когти и кулаки. Однако они фактически бессмертны: в случае «гибели» (снижения хит-пойнтов до нуля) они могут за невысокую плату в 10-15 очков снова восстать из мертвых. С ростом уровня зомби получают новые способности, позволяющие им обнаруживать людей и других зомби на расстоянии, заражать укусом, вытаскивать раненых людей из домов на улицу и даже общаться друг с другом при помощи стонов и жестов. Любой погибший (при снижении хит-пойнтов до нуля) человек автоматически превращается в зомби, однако игроки-ученые могут превращать зомби обратно в людей, если у них есть соответствующая способность и оборудование.

## Очки действия
С началом игры участник получает 50 очков действия (action points). Очки тратятся на передвижение, стрельбу, поиск предметов и любые другие действия. Восстановление очков идет в реальном времени — одно очко за полчаса реального времени, вплоть до максимума в 50 очков (таким образом, полностью AP восстанавливаются примерно за сутки). По достижении нуля AP игрок автоматически выходит из игры — его персонаж «засыпает». Во время «сна» персонаж абсолютно беззащитен, поэтому игрок-человек должен обязательно перед выходом из игры находить для сна безопасное место в забаррикадированном здании.

## Опыт и умения
По мере совершения различных действий в мире игры участник получает очки опыта (experience points). Все участники получают их при нанесении урона противникам и за уничтожение этих противников (снижение HP до нуля), кроме того, люди получают очки опыта за самые разнообразные действия: лечение других игроков, ремонт зданий и объектов и т. п., зомби — только за разрушение. На полученные очки опыта можно «покупать» игровые умения (skills). Умения разные для людей и зомби: только люди могут получать человеческие умения и только зомби — умения зомби. Хотя игрок не теряет свои способности в случае смерти (превращения в зомби) или воскрешения (превращения назад в человека), зомби не могут пользоваться большей частью человеческих умений, а люди — умений зомби. Игрок-человек может «покупать» умения всех трех человеческих классов, но умения двух других классов обходятся ему значительно дороже, чем умения своего. Каждое новое умение определяет уровень игрока; максимальный уровень, которого можно достигнуть — 42 (всего в игре 42 умения), причем получить его можно, лишь побывав на обеих сторонах (и человеком, и зомби). Тем не менее, высокоуровневые игроки останавливаются на уровне 41, поскольку умение зомби Brain Rot не дает никакого положительного эффекта, а лишь ощутимый отрицательный, практически запрещая воскрешение из состояния зомби.

## Нейтралитет иPvP
Само превращение в зомби не обязывает игрока непременно сменить сторону и нападать на своих бывших товарищей. По миру игры разбросаны «точки воскрешения» (revive points) — условно нейтральные территории, на которой зомби может дождаться, пока игроки-люди его воскресят. Атаковать зомби в этих точках можно, но большинство игроков считает это неэтичным. Впрочем, в игре хватает участников, занятых не самыми добрыми поступками — составной частью игры является PK (англ. player killing), охота игроков-людей (так называемых PKer — от player killer) за другими игроками-людьми или, что бывает реже, охота игрока-зомби за другими зомби (соответственно ZKer — zombie killer). За убийство другого игрока своего вида (то есть другого человека или другого зомби) начисляется лишь половина опыта, получаемого за противника с другой стороны, однако некоторые жаждущие прокачки игроки довольствуются и этим, убивая всех подряд или даже сосредотачиваясь исключительно на убийстве собратьев по виду. Обычные игроки PKer’ов, особенно высокоуровневых, ненавидят и боятся, поэтому существуют и охотники за головами (англ. bounty hunters), ведущие охоту исключительно на агрессивных PKer’ов. Кроме того, в игре существуют «перебежчики» — люди, сотрудничающие с группами зомби или наоборот. В особенности это характерно для объединений зомби: член такого объединения, будучи воскрешенным, может, как и любой игрок-человек, войти в защищенный дом или внедриться в объединение людей с целью разведки или саботажа (например, сломать генератор). Таких игроков называют «шпионами зомби» или «мертвопоклонниками» (англ. death cultists.